# River Point
Le River Point (précédemment connu sous le nom de 200 North Riverside Plaza) est un gratte-ciel de 223 mètres de haut situé au 444 West Lake Street dans le secteur financier du Loop à Chicago, dans l'État de l'Illinois aux États-Unis. Son nom vient du fait qu'il soit situé dans le quartier connu sous le nom de Wolf Point (à l'angle nord-ouest du Loop), à l'endroit où s'entrecroisent les trois branches de la rivière Chicago. Construit en 2017, le River Point est entièrement fait de verre.

## Description
Le River Point comprend 52 étages et possède un espace de plancher de 92 000 m2 (soit 1000 000 pieds carrés). Le bâtiment est développé par Hines et conçu par Pickard Chilton. Une cérémonie révolutionnaire a eu lieu pour la tour en janvier 2013. Le bâtiment a été certifié « or » par le label Leadership in Energy and Environmental Design (LEED).
Le bâtiment est devenu le siège de la société Morton Salt en décembre 2016. Le principal locataire est le cabinet d'avocats McDermott Will & Emery qui occupe environ 225 000 pieds carrés de bureaux. Mead Johnson va également déménager son quartier général de la banlieue Glenview au bâtiment.

## Localisation
Le terrain sur lequel est construit cette tour est connu sous le nom de River Point (appelé Wolf Point par les résidents) car il se trouve au point où se forment les branches nord et sud de la rivière Chicago.
Comme l'exige la ville de Chicago, le bâtiment comprendra également un parc public de 1,5 hectare. Pour accueillir les terrains requis pour le parc public et la promenade sur la rivière, il sera construit sur un ensemble de pistes ferroviaires.